# Wang Jing (montañera)
Wang Jing (en chino: 王静; pinyin: Wáng Jìng) (Ziyang, 29 de marzo de 1975) es una alpinista, autora y empresaria china. Es conocida sobre todo por su hazaña al convertirse en la mujer más rápida del mundo en completar el Explorers Grand Slam en 143 días (4 meses y 23 días) y en la mujer más rápida en escalar las Siete Cumbres con asistencia de helicópteros (listas combinadas de los montes Kosciuszko y Jaya en 138 días, lo que equivale a 4 meses y 18 días). El Grand Slam de los Exploradores implica alcanzar el pico más alto de cada continente más, como mínimo, esquiar el último grado (111 km) hasta los polos Norte y Sur. Wang Jing registró esta aventura en su libro Silencio de la cumbre, publicado en inglés en diciembre de 2018.

## Actividad profesional
Wang Jing es la presidenta, consejera delegada y cofundadora de Toread Holdings Group Co. La empresa ofrece productos para actividades al aire libre, como ropa, calzado y equipamiento, y empezó a cotizar en la Bolsa de Shenzhen en 2009. Fue nombrada "Forbes Asia's 200 Best Under A Billion" en 2014.

## Montañismo
El 15 de enero de 2014, Wang Jing alcanzó el Polo Sur, marcando el inicio de su viaje Explorers Grand Slam. Las Siete Cumbres que Jing escaló incluyeron el Macizo Vinson en la Antártida, el Aconcagua de Sudamérica, el Kilimanjaro de África, el Jaya de Oceanía, el Elbrus de Europa, el Everest de Asia, el Denali de Norteamérica y el Monte Kosciuszko de Australia - cubriendo tanto la lista de Messner como la de Bass de las Siete Cumbres.
Wang Jing y un equipo de sherpas causaron polémica al convertirse en el único equipo en alcanzar la cumbre del Everest tras la avalancha que hubo en el Everest en 2014, en la que murieron 16 sherpas. Debido a que Jing y su equipo utilizaron un helicóptero para llegar del campo base al campo II, Elizabeth Hawley puso un asterisco junto a su ascenso marcándolo como asistido por la aviación, seguido de que el gobierno nepalí le proporcionara un certificado de cumbre por "su ascenso exitoso en un momento de crisis e incertidumbre". A partir de 2016, los helicópteros ahora transportan cargas para los sherpas hasta el campo I como una práctica estándar.
Jing recibió el título de "alpinista internacional 2014" y también el de "embajadora de buena voluntad Nepal-China-2015" del Gobierno nepalí.

## Everest Future Foundation
Wang Jing creó Everest Future Foundation, una organización para mejorar el nivel de vida de la comunidad sherpa, más concretamente, construyendo sus escuelas, monasterios, hospitales y contribuyendo a otras actividades asistenciales. Un ejemplo es el Khumjung Gompa, un monasterio situado en la aldea de Khumjung, al pie del pico sagrado de Khumbila, a 3 790 m de altitud. Este monasterio es una importante fuente de orientación espiritual para las comunidades locales. El 25 de abril de 2015, cuando se produjo un terremoto que dejó el monasterio gravemente dañado, los lugareños no se atrevieron a entrar en él por miedo a un derrumbe repentino[13].

La Fundación Jing donó 13 millones de rupias para apoyar la reconstrucción de Khumjung Gumba. Esta donación contribuirá en gran medida a financiar la reconstrucción de este importante edificio en 2017. Jing también ha hecho donaciones a los sectores sanitario y educativo nepalíes para elevar su nivel actual. Junto a esto, participó en actividades de limpieza de basura en la altitud del Everest denominadas "Clean The Mountain".

## Libros
Wang Jing también es autora de dos libros basados en sus experiencias alpinistas, Life at Altitude y Silence of the Summit. El primero se publicó por primera vez en chino en 2013 y cuenta la historia de Jing desde que era empresaria de ropa deportiva hasta que se convirtió en alpinista. El segundo se publicó en chino en 2016, centrándose en su expedición de 2014. La edición en inglés de este último se publicó en 2018.